# Bara no Seidou
Bara no Seidou (薔薇の聖堂?) —en español: «Catedral de la Rosa»— Es el cuarto y último álbum de la banda japonesa Malice Mizer, incorpora un sonido sinfónico y melancólico, muy gótico y define a la perfección un sónico clásico. Bara no Seidou contó en su producción con orquestas y la mayoría de las canciones fueron escritas por Mana y Közi. Durante la producción de este álbum el futuro vocalista Klaha era miembro no oficial, él sería presentado durante las presentaciones del Bara ni irodorareta akui to higeki no makuake, correspondientes a las presentaciones de este álbum. En febrero de 2007 Bara no Seidou fue relanzado en un boxset con el DVD Cardinal (DVD) adicional.
Alcanzó el número 17 en el ranking del Oricon Style Albums Weekly Chart y se mantuvo durante tres semanas en la lista.

## Lista de canciones
| N.º   | Título | Letras       | Música | Duración |  |
| 1.    | «薔薇に彩られた悪意と悲劇の幕開け (bara ni irodorareta akui to higeki no makuake)» (Un preludio de malicia y miseria, pintado por la rosa)     |              | Mana   | 0:29     |  |
| 2.    | «聖なる刻 永遠の祈り (Sei naru koku eien no inori)» (Tierra Santa, Oración Eterna)                                                             | Mana         | Mana   | 8:13     |  |
| 3.    | «虚無の中での遊戯 (Kyomu no naka de no yuugi)» (Diversión en el nihilismo)                                                                     | Mana         | Mana   | 6:38     |  |
| 4.    | «鏡の舞踏 幻惑の夜 (Kagami no butou genwaku no yoru)» (Baile del espejo, noche de embrujamiento)                                               | Közi         | Közi   | 3:54     |  |
| 5.    | «真夜中に交わした約束 (Mayonaka ni kawashita yakusoku)» (La promesa que hicimos a media noche)                                                 | Mana         | Mana   | 6:01     |  |
| 6.    | «血塗られた果実 (Chinurareta kajitsu)» (Fruta con manchas de sangre)                                                                           | Mana         | Mana   | 4:39     |  |
| 7.    | «地下水脈の迷路 (Chikasui myaku no meiro)» (Laberinto de los ríos subterráneos)                                                                | Közi         | Közi   | 5:28     |  |
| 8.    | «破誡の果て (Hakai no hate)» (El borde de la destrucción)                                                                                      | Mana         | Mana   | 4:01     |  |
| 9.    | «白い肌に狂う愛と哀しみの輪舞 (Shiroi hada ni kuruu ai to kanashimi no rondo)» (El rondó del amor y la tristeza, enloquece por la piel blanca) | Mana         | Mana   | 5:40     |  |
| 10.   | «再会の血と薔薇 (Saikai no chi to bara)» (Reencuentro de la sangre y la rosa)                                                                  | Malice Mizer | Mana   | 5:31     |  |
| 50:34 | |              |        |          |  |